# José María Granados
José María Granados Serratosa (Ronda, Málaga, 19 de diciembre de 1957) es un cantante y compositor español.

## Biografía
Instalado en Madrid siendo aún muy joven, llegó a ser uno de los más destacados representantes del movimiento conocido como Movida madrileña. En 1978-79 formó el dúo Moscatel muy influenciado por el primer disco de Veneno. En 1980 formó y lideró la banda pop Mamá, con la que compone dos de los temas más populares del momento: Chicas de colegio y Nada Más. 
Tras la disolución del grupo en 1983, pasó por otras bandas musicales como Restos, Frenillos, Buenas Vibraciones o La banda del otro lado, hasta debutar en 2002 como solista, editando el LP Suena así, a los que seguirían Aquí no es (2004), Ciencia ficción (2005)  En Madrid (2007) y el recopilatorio Guárdame un sitio. 
En 2009 se reúne de nuevo con Mamá, llevando a cabo una gira en directo por toda España y editando cinco nuevos discos, La mejor Canción (2009), Sólo por Hoy (2011), Segundo asalto (2012), Sin crédito (2013) y Estándar (2015).
Sus últimas composiciones se recogen en el reciente álbum de la banda Toque de queda (2017).
Durante su trayectoria, además, realizó una labor de composición para muchos otros grupos como Los Secretos, Hombres G, Amistades Peligrosas o Modestia Aparte.